# Nehézfiúk (film, 1995)
A Nehézfiúk (eredeti cím: Heavyweights) 1995-ben bemutatott amerikai filmvígjáték, melyet saját és Judd Apatow forgatókönyvéből Steven Brill rendezett. A főbb szerepekben Tom McGowan, Aaron Schwartz, Shaun Weiss, Tom Hodges, Leah Lail, Paul Feig, Kenan Thompson, David Bowe, Max Goldblatt, Robert Zalkind, Patrick LaBrecque, Jeffrey Tambor, Jerry Stiller, Anne Meara és – kettős szerepben – Ben Stiller látható.
A film egy túlsúlyos gyerekeknek szóló nyári tábor lakóinak kalandjait mutatja be: a tábort egy fitneszmániás vállalkozó kaparintja meg és a gyerekek fellázadnak ellene.
Bár a film vegyes kritikákat kapott és anyagi téren is megbukott, idővel kultuszfilmmé vált.

## Cselekmény
A tanév végén szülei a túlsúlyos Gerry Garnert egy Reménység Tábor nevű, fiúknak szóló fogyókúrás nyári táborba küldik vakációra. Az eleinte vonakodó fiú találkozik a lelkes tábori tanácsadóval, Pattel és a többi táborozóval, akik nagy mennyiségű egészségtelen ételt csempésznek be. Az első este a tábor tulajdonosai, a Bushkin házaspár megdöbbentő bejelentést tesz: csődbe mentek és a tábort egy fitnesszel foglalkozó vállalkozó, Tony Perkis Jr. vette meg tőlük. A megszállott Tony egy jövedelmező tévéreklámot akar létrehozni a tábor segítségével.   
Tony beszünteti a gyerekek által kedvelt tevékenységeket, például a gokartozást és intenzív, kemény testedzésnek veti alá a táborozókat. Pat helyét egy szigorú tanácsadó, Lars veszi át, ezután a gyerekek fájdalmas softballmérkőzést vívnak a közeli kajakos tábor jóval sportosabb és versengőbb tagjaival. Amikor Tony felszámolja a gyerekek titkos készleteit, az egyik fiú, Josh kiáll Gerry mellett és keresetlen szavakkal illeti Tonyt, aki pénzvisszatérítés nélkül hazaküldi őt. A többi gyerek fantáziadús elméleteket talál ki azzal kapcsolatban, mi történhetett társukkal. Tony megszervez egy táncestet egy lánytábor tagjaival, a megalázás eszközével próbálva fogyásra késztetni növendékeit. Tim és Pat tanácsadók Julier nővérrel együtt vidámmá teszik a kínosnak induló estét. Josh visszatér, mert ügyvéd apja perrel fenyegette meg Tonyt.
Gerry és barátai beosonnak Tony irodájába elkobzott édességeiket felkutatni és rájönnek, Tony lefoglalta azokat a leveleket, melyeket a táborozók szüleiknek írtak. Egy másik titkos ételkészlet segítségével a többségük felszed pár kilót, ezért a frusztrált Tony egy könyörtelen, életveszélyes erdei túrára kényszeríti őket. A gyerekek csapdába csalják a zsarnokoskodó férfit és egy rögtönzött, elektromos ráccsal védett cellába zárják. Pat, Julie és Tim segítségével megkötözik a többi tanácsadót is és átveszik a hatalmat a Reménység Tábor felett, amit egy hatalmas tábortüzes lakomával ünnepelnek meg.
Másnap Pat egy gyűlésen a felelősségvállalásra és egy egészségesebb, mégis vidám életmódra szólítja fel a túlsúlyos gyerekeket. A szülők látogatóba érkeznek és egy videófilmen szembesülnek Tony túlkapásairól, a férfi eközben kiszabadul börtönéből, ám hamarosan kiüti magát. Amikor Tonyt elkíséri a rendőrség, édesapja, a dúsgazdag lámpaüzlet-tulajdonos Tony Perkins Sr. megígéri mindenkit kártalanít és bezárja a tábort. A gyerekek arra kérik, ne zárja be azt és a 18 évnyi táborozói tapasztalattal rendelkező Pat lehessen az új vezető. Pat elfogadja a kinevezést.
Pat vezetése alatt visszaállítják a korábbi szórakoztató tevékenységeket és felkészülnek az éves versenyre a kajakosok ellen. Egy akadálypályán az ellenfél könnyedén előnyt szerez, de a műveltségi fordulóban a Reménység Tábor tagjai felzárkóznak. A végső gokartversenyt Gerry nyeri meg. A győzelem helyett a szórakozást előnyben részesítő Pat a tóba hajítja a győzelmi kupát és megcsókolja Julie-t. Gerry köszönetet mond Patnek élete legjobb nyári vakációjáért.
A stáblista utáni jelenetben Tony házaló ügynökként gyógyító kristályokat próbál rásózni ügyfeleire, sikertelenül.

## Szereplők
| Színész              | Szerep                                        | Magyar hang      |
| -------------------- | --------------------------------------------- | ---------------- |
| Aaron Schwartz       | Gerald "Gerry" Garner, táborozó               | Glósz Viktor     |
| Ben Stiller          | Tony Perkis Jr.                               | Lux Ádám         |
| Ben Stiller          | Tony Perkis Sr.                               | Juhász Jácint    |
| Tom McGowan          | Patrick "Pat" Finley tanácsadó                | Gesztesi Károly  |
| Tim Blake Nelson     | Roger Johnson                                 | Bartucz Attila   |
| Jeffrey Tambor       | Maury Garner, Gerry apja                      | Orosz István     |
| Joseph Wayne Miller  | Samuel "Salami Sam" Dampier                   |                  |
| Jerry Stiller        | Harvey Bushkin, a tábor eredeti tulajdonosa   | Cs. Németh Lajos |
| Anne Meara           | Alice Bushkin, Harvey tulajdonostárs felesége | Tóth Judit       |
| Shaun Weiss          | Josh Birnbaum                                 | Molnár Levente   |
| Kenan Thompson       | Roy Murphy, táborozó                          | Szőke András     |
| David Bowe           | Chris Donnelly                                |                  |
| Leah Lail            | Julie Belcher, tábori nővér                   | Tóth Auguszta    |
| Paul Feig            | Tim Orford                                    | Gáspár András    |
| Tom Hodges           | Lars, Tonynak dolgozó tanácsadó               | Rajkai Zoltán    |
| Max Goldblatt        | Phillip Grubenov                              |                  |
| Robert Zalkind       | Michael Simms                                 |                  |
| Patrick La Brecque   | Dawson                                        |                  |
| Nancy Ringham        | Mrs. Garner, Gerry anyja                      |                  |
| Allen Covert         | Kenny Parry, operatőr                         | R. Kárpáti Péter |
| Cody Burger          | Cody Farley                                   |                  |
| David Goldman        | Nicholas Wales                                |                  |
| Judd Apatow          | Homer Schulz                                  |                  |
| Lauren Michelle Hill | Josie, táborozó lány                          |                  |
| Peter Berg           | séf (stáblistán nem szerepel)                 |                  |

## Fordítás
- Ez a szócikk részben vagy egészben  a   Heavyweights című angol Wikipédia-szócikk fordításán alapul.  Az eredeti cikk szerkesztőit annak laptörténete sorolja fel. Ez a jelzés csupán a megfogalmazás eredetét és a szerzői jogokat jelzi, nem szolgál a cikkben szereplő információk forrásmegjelöléseként.